# Договір про звичайні збройні сили в Європі
До́говір про звича́йні збро́йні си́ли в Євро́пі було узгоджено та укладено протягом останніх років Холодної війни та встановлено всеосяжні обмеження на ключові категорії звичайної військової техніки в Європі (від Атлантики до Уралу) і передбачав знищення надлишкової зброї. Договір пропонував рівні обмеження для двох «груп держав-учасниць», Організації Північноатлантичного договору (НАТО) і Варшавського пакту. 
Договір був підписаний 19 листопада 1990 року в Парижі, підписи під ним поставили представники 16 держав НАТО, а також шість держав-учасниць Варшавського договору. Угода встановлювала обмеження розмір звичайних збройних сил і визначало граничні чисельності звичайних озброєнь, розгорнутих сторонами у Європі.
У 2007 році Росія «призупинила» свою участь у договорі, а 10 березня 2015 року, посилаючись на «де-факто» порушення НАТО Договору, Росія офіційно оголосила, що «повністю» припиняє свою участь у ньому з наступного дня.

## Історія

### Передумови
У 1972 році президент США Річард Ніксон та генеральний секретар СРСР Леонід Брежнєв досягли компромісної угоди про проведення окремих політичних і військових переговорів. Конференція з безпеки та співробітництва в Європі (НБСЄ) мала займатися політичними питаннями, а Взаємне та збалансоване скорочення збройних сил (MBFR) — військовими питаннями. У 1975 році НБСЄ призвів до того, що 35 країн підписали заключний документ: Гельсінський заключний акт. Переговори щодо MBFR були зупинені СРСР у 1979 році через рішення НАТО розгорнути нову ядерну зброю середньої дальності в Європі. У 1986 році генеральний секретар СРСР Михайло Горбачов запропонував у контексті переговорів MBFR скоротити наземні та повітряні сили, а також включити звичайну та ядерну зброю від Атлантики до Уралу. Пізніше того ж року ця пропозиція була офіційно оформлена під час зустрічі Варшавського пакту. Північноатлантична рада міністрів закордонних справ НАТО оприлюднила Брюссельську декларацію про контроль над звичайними озброєннями, яка закликала до двох окремих груп переговорів: одна з них має спиратися на результати Стокгольмської конференції щодо заходів із зміцнення довіри та безпеки, а інша – для встановлення стабільності в Європі через переговори про контроль над звичайними озброєннями від Атлантики до Уралу (ATTU). У 1987 році Стокгольмський документ набув чинності та вперше передбачив узгоджене право проводити інспекції військових сил на місці.
17 лютого 1987 року у Відні розпочалися неофіційні переговори між 16 країнами НАТО та 7 країнами Варшавського договору щодо мандату на ведення переговорів у Європі щодо звичайних договорів, які мали б визначити керівні принципи переговорів щодо договору. Через кілька місяців, 27 червня, НАТО представила проект мандату під час конференції 23 країн у Відні. Мандат передбачав усунення диспропорції сил, здатності до раптового нападу та широкомасштабних наступальних операцій, а також створення ефективної системи перевірки. Тим часом у грудні між Сполученими Штатами та Радянським Союзом було підписано Договір про РСМД, який фактично дозволив взаємні інспекції. Під час московського саміту в травні-червні 1988 року президент США Рональд Рейган і генеральний секретар Горбачов наголошували на важливості стабільності та безпеки в Європі, зокрема закликаючи до обміну даними, перевірки цих даних, а потім скорочення. У грудні Горбачов оголосив в Організації Об’єднаних Націй одностороннє виведення 50 000 військ зі Східної Європи та демобілізацію 500 000 радянських військ.

### Перемовини
У січні 1989 року НАТО та учасники Варшавського договору підготували Мандат на переговори щодо звичайних збройних сил у Європі. У мандаті були визначені цілі ДЗЗСЄ та встановлені принципи переговорів, а офіційні переговори розпочалися 9 березня 1989 року у Відні. Коли президент США Джордж Буш-старший і президент Франції Франсуа Міттеран зустрілися в травні, Буш оголосив про згоду на скорочення бойових літаків і гелікоптерів. Він також запропонував обмеження в 275 000 осіб, розміщених у Європі США та Радянським Союзом. Пропозиція Буша була офіційно прийнята під час Брюссельського саміту НАТО 1989 року, а згодом представлена у Відні. У листопаді впав Берлінський мур, а в наступні місяці спалахнули революції в Угорщині, Чехословаччині, Румунії та Болгарії. Буш і Горбачов домовилися прискорити контроль над озброєннями та економічні переговори. Буш запропонував ще більші скорочення, і Радянський Союз вів переговори та уклав угоди про виведення військ з державами Варшавського договору.
Крім того, на той час відбувалося возз'єднання Німеччини, що призвело до Договору про остаточне врегулювання щодо Німеччини. Договір був пов'язаний з договором ЗЗСЄ, вказуючи, що певні військові обмеження, накладені на Німеччину, набудуть чинності після укладення Договору ЗЗСЄ.
Текст договору було схвалено 22 державами-учасниками переговорів 15 листопада 1990 року у Відні.
Віденський документ про заходи зміцнення довіри та безпеки, також вперше прийнятий у 1990 році, і Договір ЗЗСЄ розглядалися Організацією з безпеки та співробітництва в Європі (ОБСЄ) як паралельні компоненти мирного процесу.

### Церемонія підписання в Парижі в 1990 році

Усі члени двох блоків (НАТО синім, Варшавський пакт червоним) підписали ДЗЗСЄ у 1990 році.

Угоду було підписано в Парижі 19 листопада 1990 року 22 країнами. Їх розділили на дві групи: 
- тодішніх 16 членів НАТО: Сполучені Штати, Канада, Данія, Франція, Німеччина, Греція, Ісландія, Італія, Люксембург, Нідерланди, Норвегія, Португалія, Іспанія, Туреччина, Сполучене Королівство, та Бельгія.
- тодішні шість членів Варшавського пакту: Болгарія, Чехословаччина, Угорщина, Польща, Румунія, та Радянський Союз

### Ратифікація

Учасники ДЗЗСЄ 1992 року відрізняються від підписантів 1990 року через розпад Радянського Союзу та розкол Чехословаччини.

У 1991 році Радянський Союз і Варшавський пакт розпалися, а Чехословаччина перебувала в середині розколу на Чехію і Словаччину, що пояснює, чому договір був ратифікований 30, а не 22 державами:
- Тодішні 16 членів НАТО
- Вісім колишніх республік СРСР, які мають територію на захід від Уралу, та інші шість колишніх членів Варшавського договору. До колишніх радянських республік належать Вірменія, Азербайджан, Білорусь, Грузія, Казахстан, Молдова, Росія, та Україна. Шість учасників Варшавського договору включаючи: Болгарію, Чехію та Словаччину, Угорщину, Польщу, Румунію. Колишні країни Варшавського договору, які не входили в СРСР (за винятком Албанії), і три країни Балтії стали членами НАТО в 1999 або 2004 роках. У 1994 році кілька колишніх республік СРСР утворили Організація договору про колективну безпеку (ОДКБ). Станом на 2019 рік до ОДКБ входять: Вірменія, Білорусь, Казахстан, Киргизстан, Таджикистан та Росія.

Договір був ратифікований Верховною Радою України 1 липня 1992 року та є безстроковим.
Договір набув чинності 9 листопада 1992 року.

### Правки 1996 року
31 травня 1996 року до договору було внесено так звану флангову угоду, яка пом'якшила обмеження для Росії та України у фланговому регіоні, визначені в статті V, підпункт 1(A) договору.

### Призупинення Росією
Від 14 липня 2007 року Володимир Путін оголосила, що Росія призупиняє виконання зобов’язань за Договором через 150 днів. Москва продовжувала брати участь у JCG, оскільки сподівалася, що діалог може призвести до створення ефективного нового режиму контролю над звичайними озброєннями в Європі.
У 2007 році Росія визначила кроки, які НАТО може вжити, щоб припинити призупинення. «Сюди входить скорочення членами [НАТО] своїх розподілів озброєнь і подальше обмеження тимчасового розміщення озброєнь на території кожного члена НАТО. Росія також хоче[тіла] усунути обмеження щодо кількості сил, які вона може розгорнути на своїх південних і північних флангах. Більше того, вона чинить тиск на членів НАТО, щоб вони ратифікували оновлену версію угоди 1999 року, відому як Адаптований ДЗЗСЄ, і вимагає, щоб чотири члени альянсу, які не входять до первинної угоди, Естонія, Латвія, Литва та Словенія, приєдналися до неї."

### Росія припиняє участь в СКГ
У березні 2015 року РФ оголосила, що ухвалила рішення про повне припинення участі в Договорі. Російський дипломат Михайло Ульянов сказав, що Росія навряд чи повернеться до виконання, оскільки угода, «створена, коли Варшавський пакт ще існував, є «анахронічною» і «абсолютно не відповідає нинішнім реаліям»».

## Положення договору

### Максимальні показники

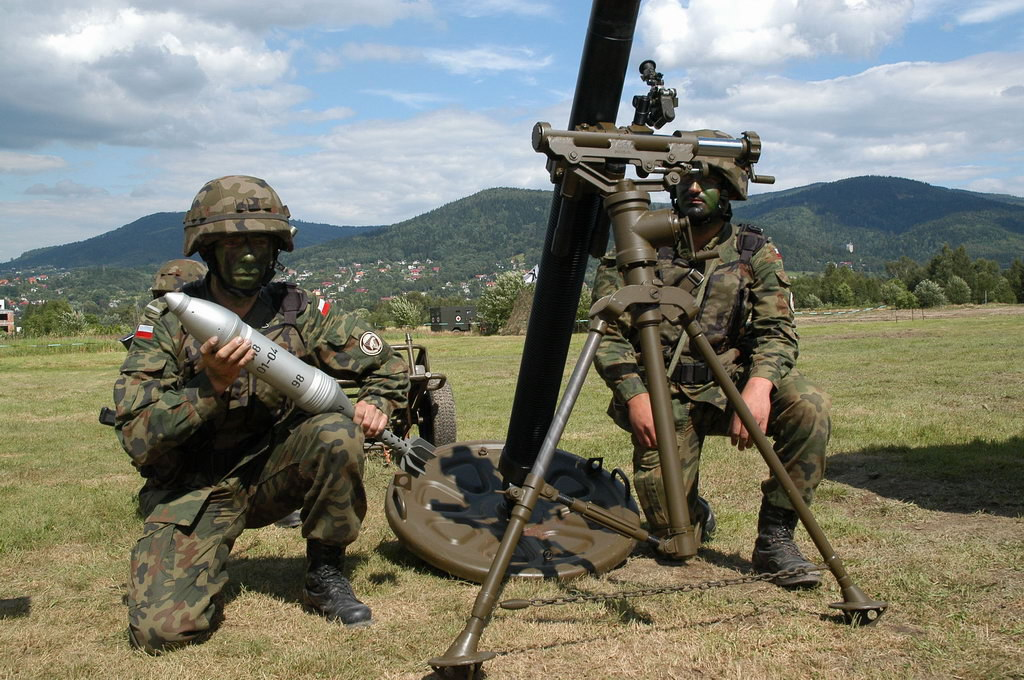
Після підписання угоди, яка обмежувала кількісь артсистем калібру 100 мм, Польща озброїла свої війська мінометами калібру 98 мм.

Договір ЗЗСЄ встановлює однакові межі для кожного блоку (НАТО та Організації Варшавського договору), від Атлантики до Уралу, щодо ключових (неядерних і неракетних) озброєнь, необхідних для проведення раптових атак та початку широкомасштабних наступальних операцій. Колективно учасники договору погодилися, що жодна сторона не може мати більше ніж:
- 20 000 танків;
- 20 000 одиниць артилерії;
- 30 000 бойових броньованих машин (ББМ);
- 6 800 бойових літаків;
- 2 000 ударних гелікоптерів.

Щоб ще більше обмежити боєготовність збройних сил, угода встановила однакові ліміти техніки, яка може бути розгорнута з активними підрозділами. Інше наземне обладнання повинно було бути розміщене у визначених місцях постійного зберігання. Обмеження на техніку, яку кожна сторона могла мати в активних підрозділах, були:
- 16 500 танків;
- 17 000 одиниць артилерії;
- 27 300 бойових броньованих машин (ББМ);

Договір додатково обмежив частку озброєнь, які могла мати будь-яка країна в Європі, приблизно до однієї третини від загальної кількості для всіх країн Європи - правило "достатності".
Усі військово-морські сили морського базування були виключені з-під відповідальності за ДЗЗСЄ.
Договором, крім іншого, обмежувалася чисельність бойової техніки у чотирьох зонах, у тому числі на флангах (Болгарія, Румунія, Закавказька, Ленінградська, Північно-Кавказька, Одеська військова округа ЗС Радянського Союзу для ОВД; Греція, Ісландія, Норвегія й Туреччина для НАТО) кожній стороні дозволялося розміщувати 4 700 танків, 5 900 бронемашин й 6 000 артилерійських систем.

### Квоти за державами
НАТО:
- Бельгія — 334 танки, 1 099 ББМ, 320 артилерійських систем, 232 бойових літака, 46 ударних гелікоптерів.
- Велика Британія — 1 015 танків, 3 176 ББМ, 636 артилерійських систем, 900 бойових літаків, 384 ударних гелікоптерів.
- Німеччина — 4 166 танків, 3 446 ББМ, 2 705 артилерійських систем, 900 бойових літаків, 306 ударних гелікоптерів.
- Нідерланди — 743 танка, 1 080 ББМ, 607 артилерійських систем, 230 бойових літаків, 69 ударних гелікоптерів.
- Греція — 1 735 танків, 2 534 ББМ, 1 878 артилерійських систем, 650 бойових літаків, 18 ударних гелікоптерів.
- Данія — 353 танків, 336 ББМ, 553 артилерійських системи, 106 бойових літаків, 18 ударних гелікоптерів.
- Іспанія — 794 танки, 2 047 ББМ, 1 310 артилерійських систем, 310 бойових літаків, 80 ударних гелікоптерів.
- Італія — 1 348 танків, 3339 ББМ, 1 955 артилерійських систем, 650 бойових літаків, 142 ударних гелікоптери.
- Канада — 77 танків, 263 ББМ, 32 артилерійських системи, 90 бойових літаків, 13 ударних гелікоптерів.
- Норвегія — 170 танків, 275 ББМ, 527 артилерійських систем, 100 бойових літаків, 24 ударних гелікоптери.
- Португалія — 300 танків, 430 ББМ, 450 артилерійських систем, 160 бойових літаків, 26 ударних гелікоптерів.
- Сполучені Штати — 4 006 танків, 5 372 ББМ, 2 492 артилерійських систем, 784 бойові літаки, 518 ударних гелікоптерів.
- Туреччина — 2 795 танків, 3 120 ББМ, 3 523 артилерійські системи, 750 бойових літаків, 103 ударні гелікоптери.
- Франція — 1 306 танків, 3 820 ББМ, 1 292 артилерійські системи, 800 бойових літаків, 352 ударних гелікоптери.

Квоти Ісландії й Люксембургу за всіма класами техніки були нульовими.
Варшавський пакт:
- Болгарія — 1 475 танків, 2 000 ББМ, 1 750 артилерійських систем, 235 бойові літаки, 67 ударних гелікоптерів.
- Угорщина — 835 танків, 1 700 ББМ, 840 артилерійських систем, 180 бойових літаків, 108 ударних гелікоптерів.
- Польща — 1 730 танків, 2 150 ББМ, 1610 артилерійських систем, 460 бойових літаків, 130 ударних гелікоптерів.
- Румунія — 1 375 танків, 2 100 ББМ, 1475 артилерійських систем, 430 бойових літаків, 120 ударних гелікоптерів.
- Радянський Союз — 13 150 танків, 20 000 ББМ, 13 175 артилерійських систем, 5 150 бойових літаків, 1 500 ударних гелікоптерів.
- Чехословаччина — 1 435 танків, 2 050 ББМ, 1 150 артилерійських систем, 345 бойових літаків, 175 ударних гелікоптерів.

### Реальна наявність техніки на 1 січня 1990 року, за державами
НАТО:
- Бельгія — 359 танків, 1 381 ББМ, 376 артилерійських систем, 191 бойовий літак, 0 ударних гелікоптерів.
- Велика Британія — 1 198 танків, 3 193 ББМ, 636 артилерійських систем, 842 бойових літаків, 368 ударних гелікоптерів.
- Німеччина — 7 000 танків, 8 920 ББМ, 4 602 артилерійських систем, 1 018 бойових літаків, 258 ударних гелікоптерів.
- Нідерланди — 913 танків, 1 467 ББМ, 838 артилерійських систем, 196 бойових літаків, 91 ударный вертолёт.
- Греція — 1 842 танків, 1 552 ББМ, 1 908 артилерійських систем, 469 бойових літаків, 0 ударних гелікоптерів.
- Данія — 419 танків, 316 ББМ, 553 артилерійських систем, 106 бойових літаків, 3 ударних гелікоптерів.
- Іспанія — 854 танків, 1 256 ББМ, 1 373 артилерійських систем, 242 бойових літаків, 28 ударних гелікоптерів.
- Італія — 1 246 танків, 3 598 ББМ, 2 144 артилерійських систем, 577 бойових літаків, 168 ударних гелікоптерів.
- Канада — 77 танків, 277 ББМ, 38 артилерійських систем, 45 бойових літаків, 12 ударних гелікоптерів.
- Норвегія — 205 танків, 146 ББМ, 531 артилерійських систем калібром 100 мм і більше, 90 бойових літаків, 0 ударних гелікоптерів.
- Португалія — 146 танків, 243 ББМ, 334 артилерійських систем, 96 бойових літаків, 0 ударних гелікоптерів.
- Сполучені Штати — 5 904 танків, 5 747 ББМ, 2 601 артиллерийская система калибра 100 мм и более, 626 бойових літаків, 243 ударних гелікоптерів.
- Туреччина — 2 823 танків, 1 502 ББМ, 3 442 артилерійських систем, 449 бойових літаків, 5 ударних гелікоптерів.
- Франція — 1 358 танків, 4 125 ББМ, 1 330 артилерійських систем, 700 бойових літаків, 429 ударних гелікоптерів.
- Ісландія й Люксембург не мали бойової техніки, яка підпадала під обмеження ДЗЗСЄ.

Всього для НАТО — 24 344 танків, 33 723 ББМ, 20 706 артилерійських систем, 5 647 бойових літаків, 1 605 ударних гелікоптерів.
Варшавський пакт:
- Болгарія — 2 145 танків, 2 204 ББМ, 2 116 артилерійських систем, 243 бойових літаків, 44 ударних гелікоптерів.
- Угорщина — 1 345 танків, 1 720 ББМ, 1 047 артилерійських систем, 110 бойових літаків, 39 ударних гелікоптерів.
- Польща — 2 850 танків, 2 377 ББМ, 2 300 артилерійських систем, 551 бойовий літак, 29 ударних гелікоптерів.
- Румунія — 2 851 танк, 3 136 ББМ, 3 817 артилерійських систем, 505 бойових літаків, 13 ударних гелікоптерів.
- Радянський Союз — 20 694 танків, 29 348 ББМ, 13 828 артилерійських систем, 6 445 бойових літаків, 1 330 ударних гелікоптерів.
- Чехословаччина — 3 315 танків, 4 593 ББМ, 3485 артилерійських систем, 446 бойових літаків, 56 ударних гелікоптерів.

Всього ОВД — 33 200 танків, 43 378 ББМ, 26 593 артилерійських систем, 8 300 бойових літаків, 1 511 ударних гелікоптерів.

### Регіональні домовленості
Окрім обмежень на кількість озброєнь у кожній категорії з кожної сторони, договір передбачав регіональні обмеження, призначені для запобігання дестабілізуючої концентрації наземної техніки.

### Знищення
Щоб досягти необхідної максимальної чисельності, обладнання повинно було бути знищено або, якщо можливо, переобладнане для невійськових цілей.

### Верифікація
Договір містив безпрецедентні положення щодо детального обміну інформацією, інспекцій на місці, інспекцій за викликом і моніторингу знищення на місці. Учасники договору отримали необмежене право стежити за процесом знищення. Супутникове спостереження використовувалося для перевірки розміщення та прогресу знищення великої військової техніки, як-от транспортних засобів і танків.

### Спільна консультативна група
Нарешті, Договір заснував у Відні орган, що складається з усіх членів Договору, який отримав назву «Спільна консультативна група» (СКГ), і який був дотичним до питань, що стосуються дотримання положень Договору. Група мала на меті:
- Вирішення неоднозначностей та розбіжностей в тлумаченні
- Розгляд заходів, які підвищать життєздатність і ефективність угоди
- Вирішення технічних питань
- Вирішення суперечок, які могли виникнути внаслідок виконання угоди

## Імплементація
Після набрання договором чинності розпочався 4-місячний базовий період перевірки. Двадцять п'ять відсотків знищення повинно було бути завершено до кінця 1 року, 60% - до кінця 2 років, а все знищення, яке вимагає договір, - до кінця 3 років.
Основним досягненням стало масштабне скорочення або знищення звичайної військової техніки в районі від Атлантичного океану до Уральських гір (ATTU) протягом перших 5 років дії угоди. До кінця періоду скорочення дії договору в 1995 році, коли набули чинності ліміти обладнання, 30 держав-учасниць завершили та перевірили інспекцією знищення або переобладнання понад 52 000 бойових танків, бойових броньованих машин, артилерійських гармат, бойових літаків і ударних гелікоптерів. Крім того, вони провели/прийняли понад 4000 інспекційних перевірок військових частин/об'єктів та визначених територій.
НАТО в основному виконала свої зобов'язання, знищивши своє найстаріше обладнання. Крім того, члени НАТО з новішим обладнанням, такі як Сполучені Штати, погодилися передати частину цього обладнання союзникам зі старішим обладнанням.

### Відповідність

#### НАТО
У 2007 році плани Сполучених Штатів створити бази в Румунії та Болгарії, на думку Росії, були порушенням договору. Офіційні особи НАТО заперечували це і заявили, що американські бази не були задумані як постійні і тому не могли розглядатися як порушення. Однак тоді повідомлялося, що угоди, підписані з Румунією та Болгарією в 2006 році, спеціально дозволяли «постійні» бази під прямим контролем США та The Washington Times також отримав підтвердження високопоставленого чиновника Сполучених Штатів, що об’єкти мали бути постійними.

#### Колишні радянські республіки
У звіті адміністрації Клінтона за червень 1998 року говорилося, що Росія, Україна, Білорусь, Вірменія та Азербайджан не дотримуються ДЗЗСЄ. Порушення варіювалися від зберігання обладнання, обмеженого діяльністю угод (TLE), що перевищує ліміти ДЗЗСЄ, до відмови в повному доступі під час інспекцій за договорами. У звіті зроблено висновок, що проблеми з дотриманням не були «важливими у військовому відношенні», а Росія та Україна, колишні республіки СРСР з найбільшими запасами серед Східного блоку, залишалися в рамках своїх договірних обмежень.
Напередодні Стамбульського саміту Організації з безпеки та співробітництва в Європі (ОБСЄ) у листопаді 1999 року члени НАТО помітили три проблеми з дотриманням договору. Перш за все, продовження існування запасів російської техніки у «фланговому» регіоні (тобто російський Північно-Кавказький військовий округ) перевищували узгоджені договором обмеження. По-друге, російська військова присутність у Грузії перевищувала дозволений грузинською владою рівень. По-третє, на російську військову присутність у Молдові не було чіткої згоди молдовської влади. Під час саміту 30 членів ОБСЄ підписали Адаптований ДЗЗСЄ і Росія взяла на себе зобов'язання вийти з Республіки Молдова, зменшити кількість її обладнання в Грузії та узгодити з грузинською владою умови та тривалість дислокації російських сил на території Грузії та скоротити їхні сили на флангах до узгоджених рівнів Адаптованого ДЗЗСЄ. Ці угоди стали відомі як «Стамбульські зобов’язання» і містилися в 14 Додатках до Заключного акту ДЗЗСЄ та в Декларації Стамбульського саміту 1999 року. Однак члени НАТО відмовилися ратифікувати договір до тих пір, поки Росія відмовлялася, як вони вважали, повністю вивести свої війська з території Молдови та Грузії. Хоча Росія частково вивела війська та техніку з Грузії та Молдови, вона не зробила цього повністю, як того вимагали НАТО.

##### Південний Кавказ
Згідно зі звітом за 2019 рік, Азербайджан продовжує істотно порушувати договір. У своїх даних станом на 1 січня 2018 року Азербайджан задекларував загальну кількість обладнання, яке перевищило його загальні ліміти на понад 900 одиниць обладнання, обмеженого угодою:
- більше 300 бойових танків понад ліміт Азербайджану в 220 бойових танків, що перевищує 136% ліміту,
- більше 160 бойових броньованих машин (ББМ) перевищує ліміт Азербайджану в 220 ББМ, що перевищує 72% ліміту,
- більше 670 артилерійських одиниць понад ліміт Азербайджану в 285 артилерійських гармат, що перевищує 235% ліміту
- більше 5 ударних гелікоптерів понад ліміт Азербайджану в 50 ударних гелікоптерів, що перевищує 10% ліміту.[25]

У травні 2019 року, Вірменією розкомплектовано та виведено з експлуатації 21 бойову броньовану машину відповідно до вимог договору.

## Подальші угоди

### Підсумковий акт переговорів щодо особового складу звичайних збройних сил у Європі (CFE-1A)
Переговори щодо CFE-1A почалися незабаром після підписання первинного Договору ЗЗСЄ у 1990 році. CFE-1A, на відміну від початкового договору ДЗЗСЄ, був не юридично обов’язковим договором, а політичним зобов’язанням, яке набуло чинності одночасно з договором CFE і слугувало подальшою угодою. Зобов’язання полягало в тому, що всі країни, які підписали ДЗЗСЄ, зроблять кроки для подальшого зміцнення довіри та безпеки в регіоні АТТУ. ДЗЗСЄ-1A зобов’язує 30 учасників договору встановити ліміти людських ресурсів та, якщо це буде визнано за необхідне, зменшити існуючі рівні людської сили в зоні застосування CFE для досягнення цих обмежень. Згідно з цим зобов’язанням Сполучені Штати мали обмеження мати не більше 250 000 військових у зоні застосування. Як додаткове джерело гарантій безпеки, ДЗЗСЄ -1A вимагало від сторін надавати завчасне повідомлення про будь-які збільшення чисельності збройних сил. Дотримання угоди CFE-1A членом було оцінено під час інспекцій на місці, проведених відповідно до Договору CFE.

### Угода про адаптацію Договору про звичайні збройні сили в Європі (CFE-II)
Угода про адаптацію Договору про звичайні збройні сили в Європі (також відома як адаптований ДЗЗСЄ) була переглядом початкового договору та була підписана під час Стамбульського саміту в листопаді 1999 року та враховувала іншу геополітичну ситуацію після епохи холодної війни шляхом встановлення національних, а не блокових обмежень на звичайні збройні сили. Однак члени НАТО відмовилися ратифікувати договір до тих пір, поки Росія відмовилася повністю вивести свої війська з території Молдови та Грузії. Хоча Росія частково вивела війська та техніку з Грузії та Молдови, вона не зробила цього повністю, як того вимагав НАТО. Зв'язок між ратифікацією адаптованого договору та повним виходом був політичним рішенням, прийнятим членами НАТО на основі основоположних принципів міжнародного права, що стосуються територіальної цілісності суверенних держав.
21 вересня 2000 Верховна Рада України ратифікувала Угоду щодо адаптації Договору про ЗЗСЄ.
Ратифікована вона була лише Білоруссю, Казахстаном, Росією й Україною й так і не набула чинності.
Також окремими країнами були прийняті наступні угоди:

### Будапештська угода
Угода про максимальні рівні для наявності звичайних озброєнь і техніки, підписана Болгарією, Угорщиною, Польщею, Румунією, СРСР і Чехословаччиною в Будапешті 3 листопада 1990 року і набула чинності одночасно з ДЗЗСЄ, мала на меті розподіл встановлених Договором групових рівнів звичайних озброєнь і техніки між державами ОВД.

### Ташкентська угода
Угода про принципи та порядок виконання ДЗЗСЄ, підписана Росією, Азербайджаном, Вірменією, Білоруссю, Грузією, Казахстаном, Молдовою й Україною в Ташкенті 15 травня 1992 року, яка мала метою розподіл прав й обов'язків колишнього СРСР за ДЗЗСЄ поміж Росією та сімома іншими державами-учасницями Договору. Квота Росії становила 6 400 танків, 11 480 бронемашин, 6 415 артилерійських систем, 3 450 літаків і 890 гелікоптерів. Квоти кавказьких держав (Азербайджан, Вірменія, Грузія) склали по 220 танків, 220 ББМ, 285 артилерійських систем, 100 бойових літаків, 50 ударних гелікоптерів у кожної. Інші держави отримали такі квоти:
- Білорусь — 1 800 танків, 2 600 ББМ, 1 615 артилерійських систем, 294 бойових літаків, 80 ударних гелікоптерів.
- Казахстан — 50 танків, 200 ББМ, 100 артилерійських систем, 15 бойових літаків, 20 ударних гелікоптерів.
- Молдова — 210 танків, 210 БМП, 130 БТР, 250 артилерійських систем, 50 бойових літаків, 50 ударних гелікоптерів[27].
- Україна — 4 080 танків, 5 050 ББМ, 4 040 артилерійських систем, 1 090 бойових літаків, 330 ударних гелікоптерів.

Угода була ратифікована Росією у 1992 році, але не набула чинності. Хоча Азербайджан і Грузія так і не ратифікували цю Угоду, її учасники протягом багатьох років загалом дотримувалися її положень.

## Призупинення і повний вихід
Після того, як Росія не захотіла підтримати плани ПРО США в Європі, російський президент Володимир Путін закликав до "мараторію" за договором у своєму зверненні від 26 квітня 2007 року. Потім більшість своїх аргументів щодо переписування договору він висловив під час Надзвичайної конференції держав-учасниць Договору про звичайні збройні сили в Європі, яка відбулася у Відні 11–15 червня з ініціативи Росії. Оскільки його прохання не були задоволені під час цієї конференції, Путін видав указ з наміром призупинити дотримання своїх договірних зобов'язань 14 липня 2007 року, що набуло чинності через 150 днів, заявивши, що це стало результатом "надзвичайних обставин (...), які впливають на безпеку Російської Федерації та вимагають негайних заходів", і повідомив НАТО та його членів. Призупинення поширюється на первинний ДЗЗСЄ, а також на наступні угоди.
В травні 2023 року угоду денонсувала Державна Дума Росії.
7 листопада 2023 року після російського вторгнення в Україну в 2014 та 2022 році, Росія остаточно вийшла з угоди.

### Мотиви
У роз’яснювальному документі адміністрації президента Росії було зазначено кілька причин для призупинення його відповідності в 2007 році. По-перше, Росія визнала зв'язок між ратифікацією адаптованого договору та виведенням військ із Грузії та Молдови "нелегітимною" та "вигаданою". Росія також вважала питання виведення військ двостороннім питанням Росія-Грузія та Росія-Молдова, а не питанням НАТО-Росія. По-друге, на трійку Балтійських країн, які межують з Росією, на відміну від решти країн НАТО (за винятком Польщі та Норвегії), не поширювалися положення первинного ДЗЗСЄ, оскільки на момент підписання договору вони все ще були частиною Радянського Союзу. Крім того, країни Балтії, як і всі члени НАТО, не ратифікували адаптований ДЗЗСЄ. Бажання Росії щодо швидкої ратифікації та приєднання країн Балтії до ратифікованого договору, сподіваючись обмежити екстрене розгортання там сил НАТО, не було виконано.
По-третє, Росія підкреслила, що розширення НАТО в 1999 і 2004 роках збільшив оснащення альянсу понад договірні обмеження. Отже, Росія вимагала «компенсаційного зниження» загальних чисельних лімітів НАТО на таке обладнання. По-четверте, Росія зазначила, що заплановане на той час базування військових підрозділів США в Румунії та Болгарії «негативно впливає» на дотримання цими країнами граничної чисельності зброї ДЗЗСЄ. По-п’яте, документ вимагав «усунути» флангові (тобто північнокавказькі) обмеження російських збройних сил шляхом «політичного рішення» між НАТО та Росією, нібито для «компенсації» Росії за розширення альянсу. По-шосте, Росія хотіла переглянути та «модернізувати» адаптований ДЗЗСЄ від 1999 року, як тільки він набуде чинності. Позиція Росії полягала в тому, що вона призупинить дію договору в односторонньому порядку, якщо країни НАТО не ратифікують оновлену версію до 1 липня 2008 року або принаймні тимчасово виконають її умови до переговорів щодо договору.
Швидше за все, але не згадується в пояснювальному документі Росії, згадані вище «надзвичайні обставини» стосувалися планів США щодо розміщення комплексу ПРО в Польщі з радіолокаційним компонентом у Чехії. Іншою ймовірною причиною є те, що члени НАТО відмовилися ратифікувати Адаптований ДЗЗСЄ через триваючу присутність кількох сотень російських військ у Молдові — що  вони вважали порушенням зобов'язань, взятих Росією під час Стамбульського саміту 1999 року. Однак не було жодного юридичного зв’язку між адаптованим ДЗЗСЄ та виходом Росії з Грузії та Молдови. Зв’язок між цими двома проблемами безпеки був прийнятий державами-членами НАТО, щоб протестувати проти Другої чеченської війни і було використано як підставу не ратифікувати договір. Росія ніколи не прийняла це рішення – рішення також було прийнято через шість місяців після Стамбульського саміту. Росія також вважала початковий ДЗЗСЄ застарілим і стратегічно помилковим, оскільки він не враховував розпад Варшавського пакту чи Радянського Союзу.
В Росії навіть Володимир Рижков, лідер опозиції та незалежний член Думи, погодився, що Росія була змушена відповісти. Однак він також припустив, що призупинення указом Путіна було «передусім посланням країні в рік виборів: «Ваш лідер не зрушить з місця, незалежно від того, хто формально стане наступним президентом»."

### Реакції
НАТО негайно висловило жаль з приводу рішення Росії призупинити дію договору, назвавши це «кроком у неправильному напрямку», але сподівалося залучити Москву до того, що назвали конструктивними переговорами з цього питання. Сполучені Штати разом з європейськими державами, такими як Німеччина, Польща та Румунія, також висловили своє розчарування. Генеральний секретар Організації договору про колективну безпеку (ОДКБ) Микола Бордюжа і колишній президент СРСР Михайло Горбачов висловилися на підтримку указу Путіна. 25 листопада 2011 року Велика Британія припинила обмін військовими даними з Росією.
Міністерство закордонних справ Росії також повідомило, що наслідками призупинення стане припинення інспекцій і перевірок своїх військових об'єктів країнами НАТО і що воно більше не матиме зобов'язань обмежувати кількість своїх звичайних озброєнь. На практиці Росія вже припинила такі перевірочні візити в червні 2007 року після того, як позачергова конференція ДЗЗСЄ, що відбулася у Відні, не почула скарг Росії. Відтак військові делегації з Болгарії та Угорщини не пустили до російських військових частин.
Юрій Зарахович припустив в Тайм що вищезазначені «негайні заходи» полягатимуть у нарощуванні її сил у районах, що межують зі східними членами НАТО, зокрема Польщею та країнами Балтії. Тайм далі припускали, що інші заходи можуть включати нарощування військ уздовж південних кордонів на Кавказі, новий тиск на Україну з метою збереження російського Чорноморського флоту в Криму поза терміном (більше запланованого) останнього терміну виведення в 2017 році, і відмова залишити Молдову.
У березні 2015 року РФ оголосила, що ухвалила рішення про повне припинення участі в Договорі.

### Вихід з угоди інших країн
У серпні 2022 року Чехія, а в березні 2023 року Польща вирішили не виконувати угоду щодо Білорусі стосовно обміну інформацією.
7 листопада 2023 року США зупинили виконання зобов'язань у межах угоди після рішення Росії про вихід. Про зупинення дії договору також оголосили Німеччина та Велика Британія.
6 березня 2024 року Молдова призупинила дію угоди, а 12 квітня парламент Молдови остаточно схвалив припинення її дії.
29 березня 2024 року дію угоди призупинила Польща.
5 квітня 2024 року Білорусь внесла до парламенту призупинення дії угоди, а також Туреччина призупинила дію угоди з 8 квітня.
10 квітня 2024 року Парламент Угорщини схвалив припинення участі в угоді.
28 липня 2025 року вихід з угоди ініціювала Україна.